# Glutaner
Glutaner is een glutenvrije pils, ontwikkeld door brouwerij Huyghe in Melle en Roger Mussche, in samenwerking met Glutaner BV uit Venray. In het brouwproces zijn gerstemout en tarwe vervangen door sorghum, teff en rijst. Het bier is ontwikkeld met als achterliggende gedachte het kunnen aanbieden van bier aan mensen met glutenallergie.
Ondanks dat Glutaner aan de eigenschappen van bier voldoet (bitterheid, schuim, gisting, kleur en brouwproces), mag het wettelijk gezien in België en Nederland geen bier genoemd worden. In de bierverordening van 2003 staat voorgeschreven dat ten minste 60% van het wort afkomstig moet zijn van gerst of tarwemout. In onder meer Engeland geldt deze regel niet; zou het bier aldaar gebrouwen worden en vervolgens in België of Nederland worden geïmporteerd, dan mag het officieel wel als bier te boek staan.